# Anoploderomorpha rubripennis
Anoploderomorpha rubripennis es una especie de escarabajo longicornio del género Anoploderomorpha, tribu Lepturini, subfamilia Lepturinae. Fue descrita científicamente por Pic en 1927.

## Descripción
Mide 12,3-16 milímetros de longitud.

## Distribución
Se distribuye por China y Vietnam.